# Comté de Rolette
Pour les articles homonymes, voir Rolette.
Le comté de Rolette est un des 53 comtés du Dakota du Nord, aux États-Unis. Il a été nommé en hommage au pionnier « Jolly Joe » Rolette (1820-1871).
Le siège du comté est Rolla, la plus grande ville est Belcourt. Le comté comprend aussi le village de Dunseith et la zone non incorporée de Kelvin.

## Démographie
| 1890  | 1900  | 1910  | 1920   | 1930   | 1940   |
| ----- | ----- | ----- | ------ | ------ | ------ |
| 2 427 | 7 995 | 9 558 | 10 061 | 10 760 | 12 583 |

| 1950   | 1960   | 1970   | 1980   | 1990   | 2000   |
| ------ | ------ | ------ | ------ | ------ | ------ |
| 11 102 | 10 641 | 11 549 | 12 177 | 12 772 | 13 674 |

| 2010   | - | - | - | - | - |
| ------ | - | - | - | - | - |
| 13 937 | - | - | - | - | - |

## Comtés adjacents
- Province du Manitoba, Canada (nord)
- Comté de Towner, Dakota du Nord (est)
- Comté de Pierce, Dakota du Nord (sud)
- Comté de Bottineau, Dakota du Nord (ouest)